# Стефан Станіслав Чарнецький
Стефан Станіслав Чарнецький гербу Лодзя (пом. 1703) — польський шляхтич, урядник Республіки Обох Націй (Речі Посполитої), польний писар коронний, канівський, бранський, липницький староста. Маршалок Ґолембської конфедерації.

## Життєпис
Воював із 14-ти років, був ротмістром рейтарів. Брав участь у битвах під Хотином 1673, Віднем, Парканами (1683). Маршалок палати послів сейму Речі Посполитої 1673 року. Надав досить коштів для діяльності монахів-реформатів у Замості. 
Дружина — Анна, донька брацлавського каштеляна Вацлава Гулевича. Донька Зофія Анеля стала дружиною Міхала Потоцького.